# تشكة أب (بجستان)
تشکة أب (بجستان) (بالفارسية: چکه‌آب) هي قرية تقع في إيران في قسم بجستان الريفي. يقدر عدد سكانها بـ 22 نسمة .